# 1984年ロサンゼルスオリンピックのメキシコ選手団
1984年ロサンゼルスオリンピックのメキシコ選手団（1984ねんロサンゼルスオリンピックのメキシコせんしゅだん）は、1984年7月28日から8月12日にかけてアメリカ合衆国のロサンゼルスで開催された1984年ロサンゼルスオリンピックのメキシコ選手団、およびその競技結果。

## 概要
今大会は金メダル2個、銀メダル3個、銅メダル1個の合計6個のメダルを獲得した。

## メダル
| メダル | 選手名                   | 競技       | 種目                     |
| ------ | ------------------------ | ---------- | ------------------------ |
| 金     | エルネスト・カント       | 陸上       | 男子20km競歩             |
| 金     | ラウル・ゴンサレス       | 陸上       | 男子50km競歩             |
| 銀     | ラウル・ゴンサレス       | 陸上       | 男子20km競歩             |
| 銀     | エクトール・ロペス       | ボクシング | 男子バンタム級           |
| 銀     | ダニエル・アセベス       | レスリング | 男子グレコローマン52kg級 |
| 銅     | ホセマヌエル・ヨウシマツ | 自転車     | 男子ポイントレース       |